# Bute
Bute (ang. Isle of Bute, gael. Eilean Bhòid) – wyspa w zachodniej Szkocji, położona w zatoce Firth of Clyde (Ocean Atlantycki), o długości 24 km i szerokości 8 km oraz powierzchni 122,17 km². Wyspę zamieszkuje około 6,5 tys. mieszkańców. Głównym miastem wyspy jest Rothesay. Pod względem administracyjnym wyspa stanowi część jednostki Argyll and Bute, a historycznie – hrabstwa Buteshire.
W Polsce oraz w londyńskich środowiskach polskiej emigracji wojennej znana bardziej jako „Wyspa Węży” (inna odmiana, spotykana w literaturze polonijnej, to Wyspa Wężów).

## Miejscowości na wyspie
- Rothesay (jedyne miasto, centrum administracyjne)
- Kilchattan Bay
- Kildavanan
- Kingarth
- Port Bannatyne
- Rhubodach
- Straad